# Mengshausen
Mengshausen ist ein Ortsteil der Marktgemeinde Niederaula im osthessischen Landkreis Hersfeld-Rotenburg. Er liegt südöstlich des Hauptortes in der Region Waldhessen.
Mengshausen liegt an der Mengshäuser Kuppe mit ihrem Aussichtsturm, die sich auf 473 m über NN erhebt. Hier liegt das Bodendenkmal Burgstall Wallenfels.

## Geschichte

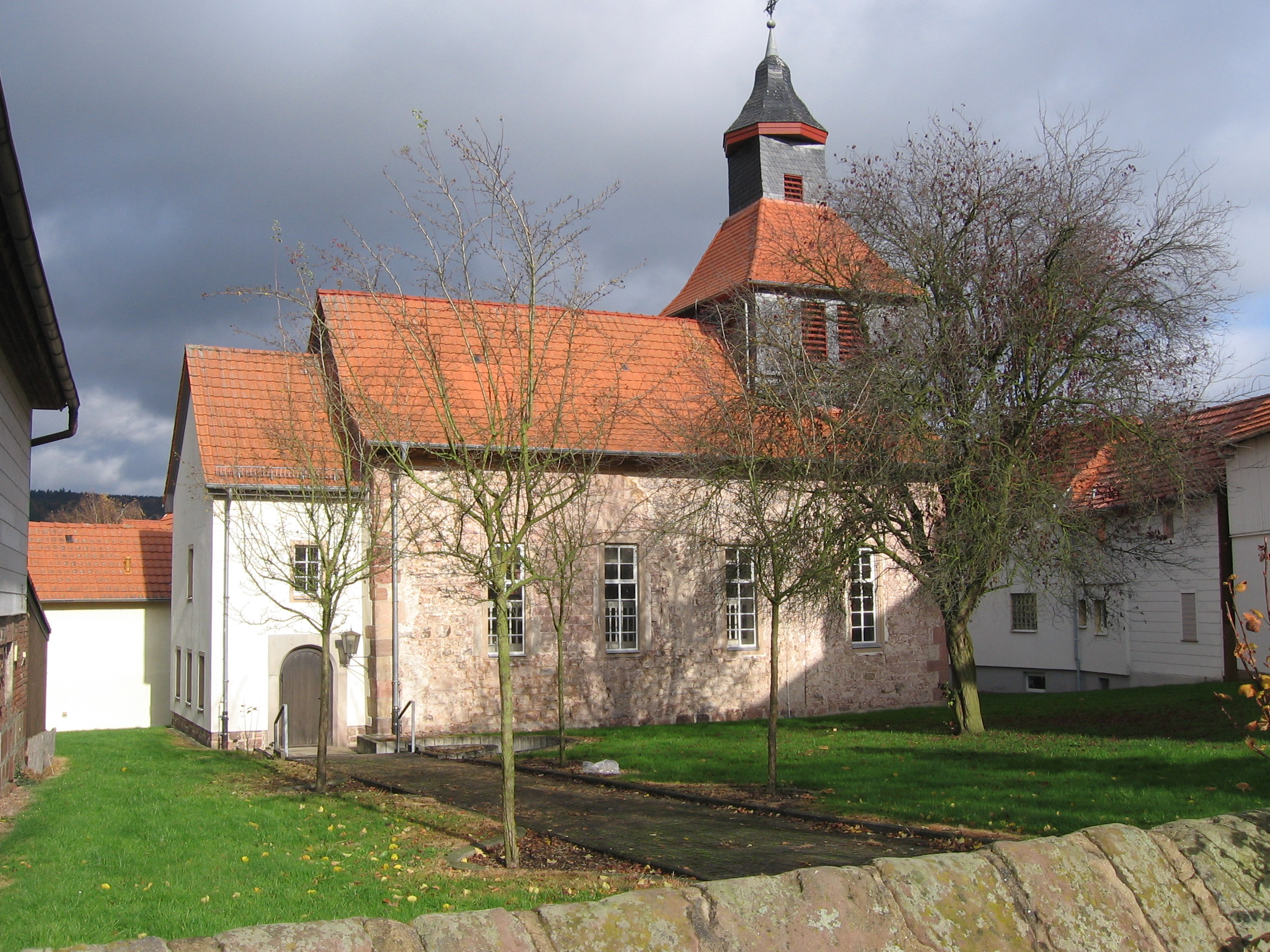
Kirche von Mengshausen

1003 wurde der Ort erstmals als zum Wildbannbezirk Eherinevirst gehörend erwähnt. Damals nannte man das Dorf Mengingozeshuson.
Mittelpunkt des Ortes ist die Kirche. Das im Kern gotische Gebäude ist seit der Reformation Gebetshaus für die evangelische Gemeinde. Bei der heutigen Saalkirche mit Rechteckchor und einem Chorturm handelt es sich um einen Neubau des 17. Jahrhunderts, der im 18. und 20. Jahrhundert verschiedene Umbauten und Renovierungen erfuhr. Erstmals urkundlich erwähnt wurde die Kirche 1520. Bauinschriften auf dem Lagerbalken des Dachstuhls und an der früheren Westtür tragen die Daten 1623 und 1624. In den 1980er Jahren wurde an der Westseite der Kirche ein Technikanbau errichtet.
Zum 31. Dezember 1970 erfolgte im Zuge der Gebietsreform in Hessen die freiwillige Eingemeindung nach Niederaula.  Für den Ortsteil Mengshausen wurde ein Ortsbezirk mit Ortsbeirat und Ortsvorsteher nach der Hessischen Gemeindeordnung eingerichtet.

## Bauwerke
Kirche und Kirchhof sind nach dem hessischen Denkmalschutzgesetz Bodendenkmäler.
Für die unter Denkmalschutz stehenden Kulturdenkmale des Ortes siehe die Liste der Kulturdenkmäler in Mengshausen.

## Sonstiges
Den Busverkehr stellt die Regionalverkehr Kurhessen GmbH sicher. Im Ort gibt es ein Dorfgemeinschaftshaus.
In der Schützengilde Mengshausen trainiert die deutsche Sportschützin Manuela Schmermund, die als Rollstuhlfahrerin bei den vergangenen Paralympics im Schießen mit dem Luftgewehr aus zehn Metern jeweils eine Medaille gewann: 2004 in Athen Gold, 2008 in Peking Silber und 2012 in London ebenfalls Silber.

## Persönlichkeiten
- Johann Jacob Schäfer (1813–1883), Bürgermeister und Mitglied des kurhessischen Kommunallandtags